# Blended learning
O blended learning, ou b-learning, é um derivado do e-learning, e refere-se a um sistema de formação onde a maior parte dos conteúdos é transmitido em curso à distância, normalmente pela internet, entretanto inclui necessariamente situações presenciais, daí a origem da designação blended, algo misto, combinado. Também é conhecido como ensino híbrido ou semipresencial.
Pode ser estruturado com atividades síncronas, ou assíncronas, da mesma forma que o e-learning, ou seja, em situações onde professor e alunos trabalham juntos num horário pré-definido, ou não, com cada um a cumprir suas tarefas em horários flexíveis. Entretanto o blended learning em geral não é totalmente assíncrono, porque exigiria uma disponibilidade individualizada para encontros presenciais, o que dificulta o atendimento.

## Vantagens
- Melhor integração pessoal entre os participantes, com consequente troca de experiências.

- Possibilidade de desenvolver dinâmicas coletivas.

- Eventual redução de custos com a formação de grupos, a permitir que toda uma turma inicie o curso e termine no mesmo prazo.

- Melhor capacidade de avaliação dos alunos, em situações ao vivo, especialmente quando o objecto da formação envolve performance de relacionamento e postura do aluno frente ao público.

- Possibilidade de realizar trabalhos de campo e visitas técnicas a locais de interesse.

- Humanização da relação entre a instituição e os alunos.

- Melhores resultados de aprendizagem dentro de prazos estabelecidos, com meios mais diversificados e colaboração entre os alunos mais intensa.

## Desvantagens
- Necessidade de organizar turmas presenciais, para redução de custos, com datas definidas, pode limitar o acesso de alunos individuais que queiram estudar programas de forma independente e com prazos mais flexíveis, como no caso do E-learning.

- Limita o acesso de alunos individuais que pretendam estudar programas de forma independente e com horários flexiveis

- Desvalorização do professor online e elevada valorização do professor presencial.Frequentemente o professor à distância tem a função de tutor, ou seja, não é o principal responsável pelos conteúdos, mas apenas pela relação do aluno com o sistema pedagógico. Já o professor presencial tem mais protagonismo, entretanto não sendo ele quem atende os alunos à distância, os alunos ficam desamparados dos dois lados: aquele que domina o conteúdo não faz atendimento, e quem faz o atendimento não domina totalmente o conteúdo.

## Problemas e riscos
- Necessidade de organizar turmas presenciais, para redução de custos, com datas definidas, pode limitar o acesso de alunos individuais que queiram estudar programas de forma independente e com prazos mais flexíveis, como no caso do E-learning.

- O curso pode ter um professor a distância (online) e outro professor diferente em aulas presenciais (em alguns casos usam-se múltiplos professores presenciais de acordo com cada tópico), o que pode gerar desagregação da relação professor aluno, e criar situações de falha de comunicação e avaliação, debilitar o relacionamento institucional e tornar a liderança indefinida, com resultado inverso ao da humanização pretendida.

- Desvalorização do papel do professor à distância e excessiva valorização do professor presencial. Frequentemente o professor à distância tem a função de tutor, ou seja, não é o principal responsável pelos conteúdos, mas apenas pela relação do aluno com o sistema pedagógico. Já o professor presencial tem mais protagonismo, entretanto não sendo ele quem atende os alunos à distância, os alunos ficam desamparados dos dois lados: aquele que domina o conteúdo não faz atendimento, e quem faz o atendimento não domina totalmente o conteúdo.